# Witkinlijster
De witkinlijster (Turdus aurantius) is een zangvogel uit de familie lijsters (Turdidae).

## Verspreiding en leefgebied
Deze soort komt voor op Jamaica en de Kaaimaneilanden.